# Hostiaz
Hostiaz är en kommun i departementet Ain i regionen Auvergne-Rhône-Alpes i östra Frankrike. Kommunen ligger  i kantonen  Saint-Rambert-en-Bugey som ligger i arrondissementet Belley. Kommunens areal är 10,6 km². År 2018 hade Hostiaz 87 invånare.

## Befolkningsutveckling
Antalet invånare i kommunen Hostiaz
Referens: INSEE